# Музеј пекарства
Музеј пекарства се налази у склопу салаша "Катаи" (Kátai) у Малом Иђошу, у севернобачком управном округу.

## Салаш Катаи
Салаш Катаи се налази надомак села. Током година салаш се развијао, постао је туристички, угоститељски комплекс на више локација у селу. На простору салаша налази се и амфитеатар са капацитетом од 200 људи.
Поред главних објеката салаша (комплекс са 80 лежајева, земуница, две трпезарије, амфитеатар, тераса испод трске), посетиоци могу да уживају у гостопримству домаћина и у самом селу: у Гостинској кући , Кући на обали језера у `Катаи` Апартманима или и у поставкама Музеја Пекарства и Куће старих заната.

## О музеју
Настао је као породично наследство почетком прошлог века. Музеј је реновиран 2004. године када је у пекари све враћено у првобитно стање, сакупљени су сви још постојећи алати и средства овог заната.
Током посете музеја сви заинтересовани могу да се упознају са пекарским занатом и са процесом настајања хлеба.
Занимљивост пекарског музеја јесте да гости у договору са домаћином могу сами направити ’кüртöскалáцс’ (куртошколач) што је слатки специјалитет.

## Радно време
Врата музеја за посетиоце су отворена током целе године.